# Bambolim
Bambolim é uma vila no distrito de Goa Norte, no estado indiano de Goa.

## Demografia
Segundo o censo de 2001, Bambolim tinha uma população de 5319 habitantes. Os indivíduos do sexo masculino constituem 64% da população e os do sexo feminino 36%. Bambolim tem uma taxa de literacia de 82%, superior à média nacional de 59,5%; com 69% para o sexo masculino e 31% para o sexo feminino. 10% da população está abaixo dos 6 anos de idade.